# .cn
.cn је највиши Интернет домен државних кодова за Кину.